# Dødssejleren (film fra 1920)
 For alternative betydninger, se Dødssejleren. (Se også artikler, som begynder med Dødssejleren)
Dødssejleren er en amerikansk drama-stumfilm fra 1920 af J. Gordon Edwards.

## Medvirkende
- William Farnum som Jim Landers
- Jackie Saunders som Laura Machen
- Herschel Mayall
- G. Raymond Nye som Erickson
- Arthur Millett som Linda Quist
- Harry Spingler som George Pitts
- Manuel R. Ojeda som Raymond Caldara
- Earl Crain som Don Enrico Ruiz
- Kewpie Morgan
- Claire de Lorez som Juanita Bonneller
- Al Fremont som Rosen